# Passages
Passages è un film del 2023 diretto da Ira Sachs.

## Trama
Tomas, un regista tedesco, e Martin, un tipografo inglese, sono una coppia sposata residente a Parigi. Una sera, a una festa, Tomas va a letto con una giovane insegnante di nome Agathe; questo incontro sboccia in una relazione che ferisce Martin. Dopo aver tentato senza successo di riconciliarsi con Martin, Tomas va a vivere con Agathe. Anche se Tomas non è d'accordo, Martin inizia a progettare di vendere la loro casa di campagna. Inizia anche una relazione con uno scrittore, Ahmad, che rende Tomas geloso. Tomas continua a fare aperture verso Martin e alla fine i due dormono insieme. 
Successivamente, Tomas informa Martin che Agathe è incinta. Martin è sconvolto ma cerca di prendere la situazione con calma perché ha sempre desiderato dei figli. Nel frattempo, Tomas incontra i genitori di Agathe, che lo disapprovano.
Martin e Tomas ospitano Agathe e alcuni dei loro amici a casa loro. Agathe sente Martin e Tomas fare sesso e rompe con Tomas. Martin e Tomas si riconciliano e progettano di visitare insieme Venezia. Prima di partire, Agathe informa Martin che ha abortito e Tomas glielo ha tenuto nascosto. Martin rompe definitivamente con Tomas. Tomas visita la scuola di Agathe e la implora di tornare da lui, ma lei lo rifiuta. Un Tomas con il cuore spezzato va in bicicletta per le strade di Parigi.

## Distribuzione
Il film è stato presentato in anteprima mondiale il 23 gennaio 2023 in occasione del Sundance Film Festival e il mese successivo è stato proiettato anche durante la 73ª edizione del Festival internazionale del cinema di Berlino. Successivamente il film è stato distribuito nelle sale francesi dal 28 giugno e in quelle italiane dal 17 agosto 2023.

## Riconoscimenti
- 2023 – Festival internazionale del cinema di Berlino[3]
  - In concorso per il Premio Panorama
  - In concorso per il Teddy Award
- 2023 – Gotham Independent Film Awards
  - Candidatura al miglior film
  - Candidatura per il miglior interpretazione protagonista per Franz Rogowski
- 2023 – New York Film Critics Circle Awards
  - Miglior attore protagonista per Franz Rogowski
- 2023 – Independent Spirit Awards[4]
  - Candidatura per il miglior film
  - Candidatura per il miglior regista a Ira Sachs
  - Candidatura per la miglior interpretazione protagonista a Franz Rogowski
  - Candidatura per la miglior interpretazione non protagonista a Ben Whishaw
- 2024 – Satellite Award
  - Candidatura per il miglior attore in un film drammatico a Franz Rogowski